# 리톈샹
리톈샹(李天翔, 이천상, 본명(本名)은 리즈웨이(李志偉, 이지위), 영문명(英文名)은 Eric Li, Martin Li, 1976년 10월 11일 ~ )은 중화인민공화국 홍콩 특별행정구의 남성 영화배우, 텔레비전 연기자이다. 학력은 고졸 및 2년제 전문대학 중퇴이다.

## 생애
홍콩에서 출생하였고 지난날 한때 마카오에서 잠시 유아기를 보낸 적이 있는 그는 1995년 텔레비전 드라마에서 연기자로 첫 데뷔하였고 2002년 영화 《무간도(無間道)》의 단역으로 영화배우 데뷔하였다.

## 같이 보기
- 천산충
- 천민즈